# إيما جونز (صحفية)
إيما جونز (بالإنجليزية: Emma Jones)‏ هي صحفية بريطانية، ولدت في 23 مايو 1975 في مولد ‏ في المملكة المتحدة.